# La Bandera Española
La Bandera Española fue un periódico editado en la ciudad española de Córdoba desde 1898.

## Descripción
Apareció en abril de 1898, bajo la dirección de Bartolomé Romero de la Torre. Salía de la imprenta La Puritana, en cuatro páginas de 44 por 22 centímetros y a cuatro columnas, los días 1, 8, 16 y 24 de cada mes. Llevaba en la cabecera los subtítulos de «periódico tradicionalista y de intereses generales» y «órgano oficial del partido en esta provincia», pero en 1900 se quitó el segundo. Entre sus colaboradores, se contaban Manuel de Jesús Guisado, Miguel Pérez López, Pedro Delgado y Rafael Vázquez de la Plaza. Según Navarro Cabanes, «este periódico fué el único que se escapó de las iras de Ugarte cuando los sucesos de Badalona, en que fueron suspendidos todos los periódicos carlistas».
Tras una primera primera etapa como semanario tradicionalista, dejó de serlo. En 1905, su director, que había luchado en la tercera guerra carlista, afirmó que se desligaba absolutamente del carlismo, alegando que el programa político de este partido había variado «con nuevas orientaciones, amoldándolo según las consecuencias particulares». El semanario carlista de Granada La Verdad le dedicó una carta reprochándole la decisión. Romero de la Torre estableció una imprenta con el título de su periódico y se dedicó a otros negocios industriales.